# Friedrichshafen G.I
Friedrichshafen G.I (định danh nhà máy: FF.36 hay FF.30) là một mẫu thử máy bay ném bom hạng trung của Đức, do hãng Flugzeugbau Friedrichshafen chế tạo năm 1915.

## Quốc gia sử dụng
- German Empire
  - Luftstreitkrafte

## Tính năng kỹ chiến thuật
Đặc điểm tổng quát
- Kíp lái: 3
- Chiều dài: 11.90 m (39 ft 1 in)
- Sải cánh: 21.20 m (69 ft 7 in)
- Chiều cao: 3.15 m (10 ft 4 in)
- Diện tích cánh: 73.5 m2 (791 ft2)
- Trọng lượng rỗng: 1.778 kg (3.919 lb)
- Trọng lượng có tải: 2.785 kg (6.140 lb)
- Powerplant: 2 × Benz Bz.III, 112 kW (150 hp) mỗi chiêc

Hiệu suất bay
- Vận tốc cực đại: 136 km/h (84 mph)
- Tầm bay: 610 km (380 dặm)

Vũ khí trang bị
- 2 × súng máy Parabellum MG14 7,92 mm (.312 in)
- 200 kg (440 lb) bom